# Kari Mette Johansen
Pour les articles homonymes, voir Johansen.
Kari Mette Johansen, née le 11 janvier 1979 à Fredrikstad, est une handballeuse internationale norvégienne, championne olympique en 2008. qui a occupé le poste d'ailière gauche, elle a été pendant plusieurs années l'une des pièces essentielles de l'équipe nationale. Elle a mis fin à sa carrière au terme de la saison 2013-14.

## Club
- Skjeberg HK
- Lisleby HK
- Larvik HK

## Palmarès

### Sélection nationale
- Jeux olympiques
  -  Médaille d'or aux Jeux olympiques de 2012 à Londres,  Royaume-Uni
  -  Médaille d'or aux Jeux olympiques de 2008 à Pékin,  Chine
- Championnat du monde
  -  vainqueur du Championnat du monde 2011,  Brésil
  -  3e du Championnat du monde 2009,  Chine[4]
  -  finaliste du Championnat du monde 2007,  France[5]
  -  finaliste du Championnat du monde 2001,  Italie
- Championnat d'Europe
  -  Médaille d'or au Championnat d'Europe 2010,  Danemark/ Norvège
  -  Médaille d'or au Championnat d'Europe 2008,  Macédoine
  -  Médaille d'or au Championnat d'Europe 2006,  Suède
  -  Médaille d'or au Championnat d'Europe 2004,  Hongrie

### Club
- vainqueur de la Ligue des champions (1): vainqueur en 2011[6] (avec Larvik HK)
- vainqueur de la Coupe d'Europe des vainqueurs de coupe (2): vainqueur en 2005 et 2008 (avec Larvik HK)
- championne de Norvège (14) : 2000, 2001, 2002, 2003, 2005, 2006, 2007, 2008, 2009, 2010, 2011, 2012, 2013 et 2014 (avec Larvik HK)
- vainqueur de la coupe de Norvège (12)[7] : 2000, 2003, 2004, 2005, 2006, 2007, 2009, 2010, 2011, 2012, 2013 et 2014 (avec Larvik HK)

### Distinction personnelle
- élue dans l'équipe type du Championnat d'Europe féminin de handball 2006 en Suède
- élue dans l'équipe type du championnat norvégien pour la saison 2007/2008